# Марк Болан
Марк Бо́лан (англ. Marc Bolan; 30 вересня 1947 — 16 вересня 1977, справжнє прізвище Марк Фелд (Mark Feld) — англійський співак, автор пісень, гітарист, засновник і лідер гурту T. Rex.

## Біографія
Марк Фелд народився 30 липня 1947 року в східній частині Лондона, що має назву Хакні. Він був другим сином водія вантажівки Сіднея Філда та його дружини Філліс, тобто походив з звичайної англійської робітничої родини. В дитинстві йому доводилося допомагати мамі торгувати овочами та фруктами на базарі в Сохо, підробляти миттям посуду в барах швидкої обслуги. Його життєвий старт не був легким. Вигнаний зі школи, він допомагав батьку, брався за різну роботу, У 15 років Марк заявив батьку, що не збирається в поті чола заробляти все життя на хліб. Він вирішив перейти на «легкий хліб». Тоді ж, 1962 року, він став фотомоделлю модного часопису «Town». Одночасно 15-річний Болан з'явився з гітарою в руках і дебютував у модній тоді кав'ярні «The Two I's» в Сохо (лондонський район розваг, втому числі і дуже сумнівних).
Хлопець полюбив рок-н-рол ще з дитинства. Його улюбленцями і зразками для наслідування спочатку були Едді Кокрейн, Елвіс Преслі та Кліфф Річард, пізніше він полюбив музику Джиммі Хендрікса, поезію Донована та Боба Ділана. Кав'ярня «The Two I's» («Два я») була найвідповіднішим місцем для Марка. Тут робили свої перші кроки популярні британські виконавці Марті Вайлд, Томмі Стіл і гурт The Drifters, який скоро змінив назву на The Shadows і став відомим усьому світу своїм кришталево чистим гітарним звучанням. Взагалі, ця маленька кав'ярня була справжнім інкубатором талантів. Вона втратила своє значення лише з відкриттям клубу «Marquee», який перебрав на себе функції центрального осередку лондонського рок-життя.
Звичайно, що в ті часи Марк був підлітком, який жадібно сприймає життя. Тому він не обмежувався світом згаданої кав'ярні. Так, провів півроку у Франції в замку одного з найвідоміших магів та чорнокнижників, що знайшло відбиток в його пізніших піснях. У згаданій кав'ярні «Два я» Марк виступав під псевдонімом Тобі Тайлер. а перший запис зробив для фірми ЕМІ. Це була нова версія хіта Бетті Еверетт «You're No Good», але пісня залишилася непоміченою і ніколи не з'явилася на синглі. 1964 року Марк познайомився з американським продюсером Джімом Еконімедесом, завдяки чому зміг дебютувати синглом з піснею «The Wizard» («Чаклун»).
Вже з назви зрозуміло, що пісня була присвячена його французькому приятелю-чорнокнижнику. Але ні цим синглом, ні наступним під назвою «The Third Degree» він не зумів привернути до себе увагу публіки. А ще через два роки Марк ввійшов до складу гурту John's Children як вокаліст, гітарист та композитор. Цей «електричний» гурт видав два сингли на фірмі «Track». На першому були пісні «Desdemona» та «Go Go Girl». Перший сингл ще якось привернув до себе увагу, бо надзвичайно консервативна тоді радіостанція Бі-Бі-Сі заборонила передавати в ефір пісню «Дездемона». У ній Болан (а саме з приєднанням до гурту John's Children він взяв собі цей псевдонім) вмовляв дівчину «підняти спідницю і відлетіти» разом з ним. В результаті цього маленького скандалу сингл потрапив на нижні щаблі хіт-параду. Але другий сингл з піснями «Night's Scene» та «Sarah, Crazy Child» пройшов взагалі непоміченим. Фірма «Track» втратила надію і відібрала у невдах-початківців музичні електроінструменти. Щоправда, Болан у той час таки встиг записати ще й сольну платівку «Beginning Of Doves», але вона була видана лише 1974 року.
Після розпаду гурту John's Children Болан створив рок-квінтет, але мав з ним більше клопоту, ніж задоволення. Проте незламний лондонець з купленою за 14 фунтів акустичною гітарою з поламаним грифом не втрачає надії підкорити рок-Олімп. У вересні 1967 року він знайомиться з Стівом Пергріном Туком (народився 28 липня 1949 року), який грав на простих ударних інструментах, бонгосах, китайських гонгах, африканських барабанах, казу і т. д., і створює з ним дует під екзотичною назвою Tyrannosaurus Rex (латинська назва доісторичного тиранозавра).